# Institut za crnogorski jezik i književnost
Institut za crnogorski jezik i književnost, sa sjedištem u Podgorici, utemeljen je prosinca 2003. godine s ciljem izučavanja i kodificiranja crnogorskoga jezika.
Ugašen je sredinom 2014. na način da je transformiran u Fakultet za crnogorski jezik i književnost sa sjedištem u Cetinju.
Osnovna djelatnost Instituta bila je:
- istraživanje i proučavanje crnogorske književno-jezične prošlosti;
- standardiziranje crnogorskoga jezika;
- izrada rječnika crnogorskih govora i rječnika crnogorskoga jezika;
- izučavanje crnogorskog jezika i književnosti u prošlosti i sadašnjosti;
- nakladništvo;
- organiziranje znanstvenih skupova.
Utemelji su ga akademik prof. dr sc. Vojislav Nikčević, akademik prof. dr. sc. Vukić Pulević, publicist Stevo Vučinić, prof. Žarko L. Đurović i publicist Borislav Cimeša. 
Prvi direktor Instituta, ujedno osnivatelj montenegristike, bio je akademik Vojislav Nikčević, do smrti, 2. srpnja 2007. godine. Nakon njegove smrti, naziv je promijenjen u Institut za crnogorski jezik i jezikoslovlje "Vojislav P. Nikčević" a za novoga ravnatelja izabran je dr. Adnan Čirgić.
Od 2010. godine promijenjen je naziv u Institut za crnogorski jezik i književnost, koji je definiran kao "javna znanstveno-istraživačka institucija, osnovana od Vlade Crne Gore"
Lingua Montenegrina je specijalizirani časopis za proučavanje crngorskog jezika, u nakladi Instituta za crnogorski jezik i književnost.

## Vanjske poveznice
- O Institutu za crnogorski jezik i književnost  Arhivirana inačica izvorne stranice od 3. prosinca 2014. (Wayback Machine)